# Собор Святого Иосифа (Данидин)
Собор Святого Иосифа (англ. St. Joseph's Cathedral) — католический собор в новозеландском городе Данидин. Располагается в районе Райз-Сити в полукилометре к западу от центра города.
Архитектором собора является Фрэнсис Петре, спроектировавший также собор Святого Причастия в Крайстчерче и собор Святого Сердца в Веллингтоне. Строительство готического собора началось в 1878 году во время епископства Патрика Моргана. Первая месса его стенах прошла в феврале 1886 года, а в мае того же года строительство была окончено.
Рядом с собором находится монастырь св. Доминика, сооружённый в 1876 году также по проекту Петре. За собором располагается пасторский дом и библиотека.
За свою историю собор претерпел несколько изменений, наиболее заметным из которых стала ликвидация высокого алтаря после II Ватиканского собора.